# 11·25 자결의 날 미시마 유키오와 젊은이들
《11·25 자결의 날 미시마 유키오와 젊은이들》(11・25自決の日 三島由紀夫と若者たち)는 개봉 예정인 와카마쓰 고지 감독의 일본 드라마 영화이다. 2012년 칸 영화제 주목할만한 시선 부문에 초청됐다.

## 줄거리
영화는 미시마 유키오가 방패회를 결성하고 우익운동에 뛰어들었던 60년 대 중반부터 그가 자결한 1970년 11월 25일까지를 담담한 시선으로 관조하고 있다.
미시마와 동지들의 자위대 체험 입대 및 신주쿠 소란사건 당시 치안출동을 하지 않은 자위대와의 갈등, 미시마와 동경대 전공투의 일대다 토론 등이 영화 속에 그대로 재현되었다.

## 출연진
- 이우라 아라타 - 미시마 유키오
- 미쓰시마 신노스케
- 다모토 소란 - 야마구치 오토야
- 데라지마 시노부